# Quadro de medalhas dos Jogos Pan-Americanos de 1995
Abaixo, as medalhas distribuidas nos Jogos Pan-Americanos de 1995 em Mar del Plata, na Argentina. Os Estados Unidos mais uma vez lideraram o número de medalhas de ouro e total de medalhas. Em negrito, o país sede.
| Quadro de Medalhas - Mar del Plata 1995 | Quadro de Medalhas - Mar del Plata 1995 | Quadro de Medalhas - Mar del Plata 1995 | Quadro de Medalhas - Mar del Plata 1995 | Quadro de Medalhas - Mar del Plata 1995 | Quadro de Medalhas - Mar del Plata 1995 |
| --------------------------------------- | --------------------------------------- | --------------------------------------- | --------------------------------------- | --------------------------------------- | --------------------------------------- |
| Pos.                                    | País                                    | Ouro                                    | Prata                                   | Bronze                                  | Total                                   |
| 1                                       | Estados Unidos                          | 170                                     | 145                                     | 110                                     | 425                                     |
| 2                                       | Cuba                                    | 112                                     | 66                                      | 60                                      | 238                                     |
| 3                                       | Canadá                                  | 47                                      | 61                                      | 69                                      | 177                                     |
| 4                                       | Argentina                               | 40                                      | 45                                      | 74                                      | 159                                     |
| 5                                       | México                                  | 23                                      | 20                                      | 37                                      | 80                                      |
| 6                                       | Brasil                                  | 18                                      | 27                                      | 37                                      | 82                                      |
| 7                                       | Venezuela                               | 9                                       | 14                                      | 25                                      | 48                                      |
| 8                                       | Colômbia                                | 5                                       | 15                                      | 28                                      | 48                                      |
| 9                                       | Chile                                   | 2                                       | 6                                       | 10                                      | 18                                      |
| 10                                      | Porto Rico                              | 1                                       | 9                                       | 12                                      | 22                                      |
| 11                                      | Uruguai                                 | 1                                       | 4                                       | 3                                       | 8                                       |
| 12                                      | Guatemala                               | 1                                       | 1                                       | 6                                       | 8                                       |
| 13                                      | República Dominicana                    | 1                                       | 1                                       | 5                                       | 7                                       |
| 14                                      | Antilhas Holandesas                     | 1                                       | 1                                       | 4                                       | 6                                       |
| 15                                      | Equador                                 | 1                                       | 1                                       | 3                                       | 5                                       |
| 16                                      | Peru                                    | 0                                       | 3                                       | 4                                       | 7                                       |
| 17                                      | Ilhas Virgens Americanas                | 0                                       | 3                                       | 0                                       | 3                                       |
| 18                                      | Jamaica                                 | 0                                       | 2                                       | 2                                       | 4                                       |
| 18                                      | Nicarágua                               | 0                                       | 2                                       | 2                                       | 4                                       |
| 20                                      | Bahamas                                 | 0                                       | 2                                       | 1                                       | 3                                       |
| 21                                      | Paraguai                                | 0                                       | 1                                       | 2                                       | 3                                       |
| 22                                      | Costa Rica                              | 0                                       | 1                                       | 1                                       | 2                                       |
| 23                                      | Dominica                                | 0                                       | 1                                       | 0                                       | 1                                       |
| 23                                      | El Salvador                             | 0                                       | 1                                       | 0                                       | 1                                       |
| 23                                      | Panamá                                  | 0                                       | 1                                       | 0                                       | 1                                       |
| 26                                      | Trinidad e Tobago                       | 0                                       | 0                                       | 6                                       | 6                                       |
| 27                                      | Honduras                                | 0                                       | 0                                       | 2                                       | 2                                       |
| 27                                      | Suriname                                | 0                                       | 0                                       | 2                                       | 2                                       |
| 29                                      | Antigua & Barbuda                       | 0                                       | 0                                       | 1                                       | 1                                       |
| 29                                      | Bermudas                                | 0                                       | 0                                       | 1                                       | 1                                       |
| 29                                      | São Vicente e Granadinas                | 0                                       | 0                                       | 1                                       | 1                                       |